# Lista chorążych reprezentacji Austrii na igrzyskach olimpijskich

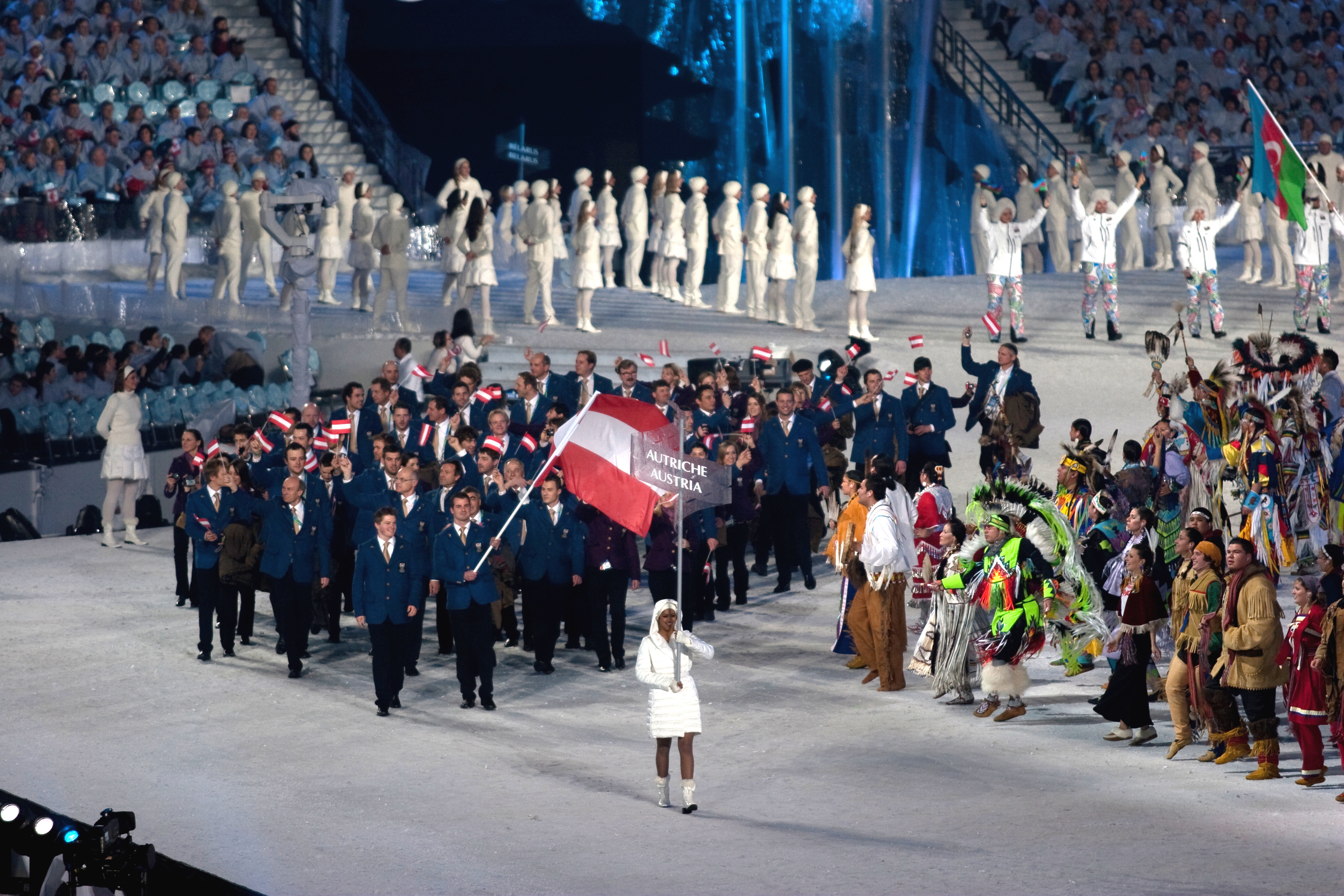
Austria na Zimowych Igrzyskach Olimpijskich 2010

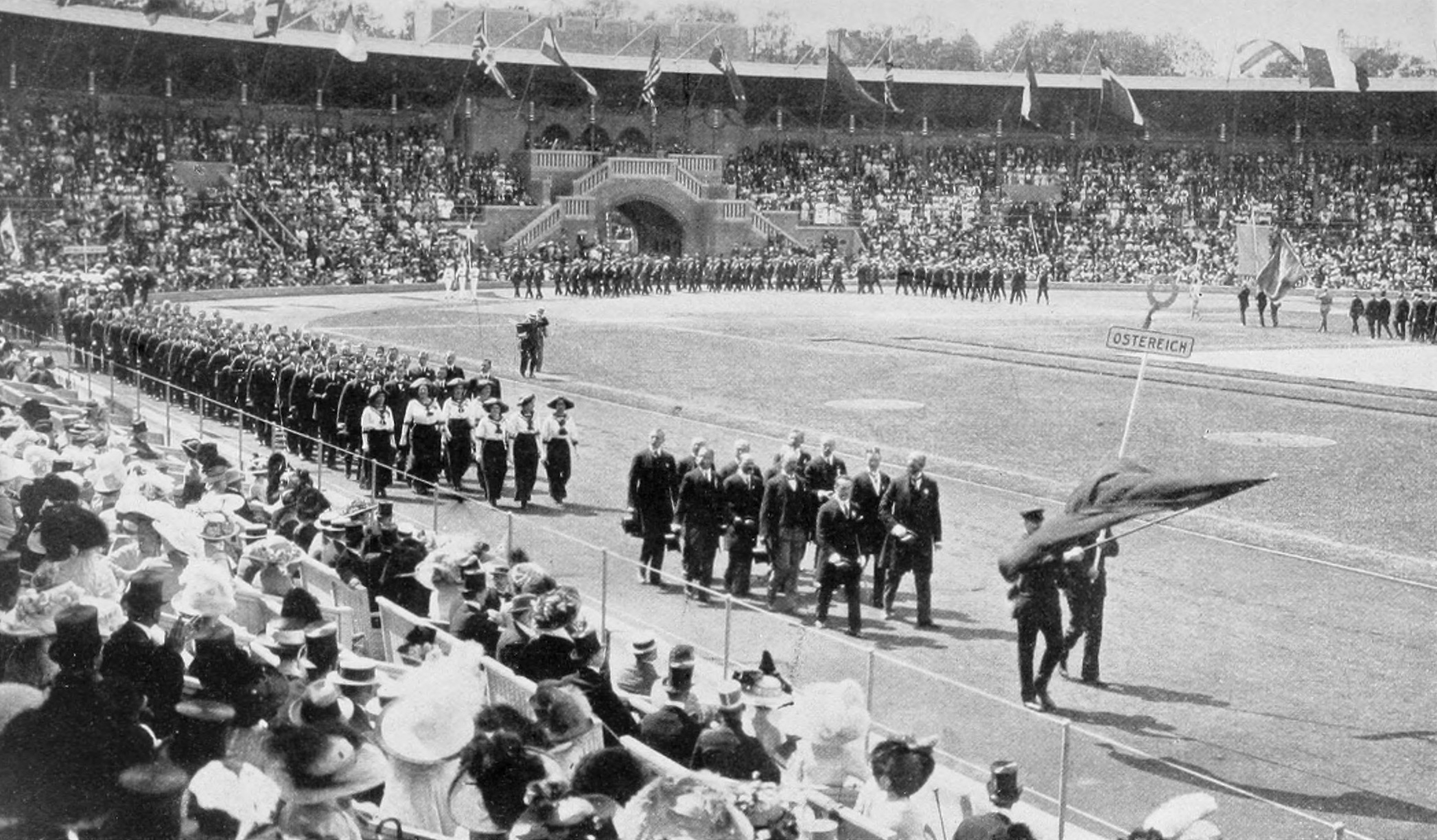
Austria na Letnich Igrzyskach Olimpijskich 1912

Lista chorążych reprezentacji Austrii na igrzyskach olimpijskich – lista zawodników i zawodniczek reprezentacji Austrii, którzy podczas ceremonii rozpoczęcia danych igrzysk olimpijskich nieśli flagę Austrii.

## Lista
| Lp. | Rok i miejsce                | Sezon  | Chorąży                          | Dyscyplina                                                 |
| --- | ---------------------------- | ------ | -------------------------------- | ---------------------------------------------------------- |
| 51  | 2020, Tokio                  | Letnie | Tanja Frank                      | Żeglarstwo                                                 |
| 51  | 2020, Tokio                  | Letnie | Thomas Zajac                     | Żeglarstwo                                                 |
| 50  | 2018, Pjongczang             | Zimowe | Anna Veith                       | Narciarstwo alpejskie                                      |
| 49  | 2016, Rio de Jenairo         | Letnie | Liu Jia                          | Tenis stołowy                                              |
| 48  | 2014, Soczi                  | Zimowe | Mario Stecher                    | Kombinacja norweska                                        |
| 47  | 2012, Londyn                 | Letnie | Markus Rogan                     | Pływanie                                                   |
| 46  | 2010, Vancouver              | Zimowe | Andreas Linger i Wolfgang Linger | Saneczkarstwo                                              |
| 45  | 2008, Pekin                  | Letnie | Hans-Peter Steinacher            | Żeglarstwo                                                 |
| 44  | 2006, Turyn                  | Zimowe | Renate Götschl                   | Narciarstwo alpejskie                                      |
| 43  | 2004, Ateny                  | Letnie | Roman Hagara                     | Żeglarstwo                                                 |
| 42  | 2002, Salt Lake City         | Zimowe | Angelika Neuner                  | Saneczkarstwo                                              |
| 41  | 2000, Sydney                 | Letnie | Wolfram Waibel                   | Strzelectwo                                                |
| 40  | 1998, Nagano                 | Zimowe | Emese Hunyady                    | Łyżwiarstwo szybkie                                        |
| 39  | 1996, Atlanta                | Letnie | Hubert Raudaschl                 | Żeglarstwo                                                 |
| 38  | 1994, Lillehammer            | Zimowe | Anita Wachter                    | Narciarstwo alpejskie                                      |
| 37  | 1992, Barcelona              | Letnie | Elisabeth Theurer                | Jeździectwo                                                |
| 36  | 1992, Albertville            | Zimowe | Angelika Neuner                  | Saneczkarstwo                                              |
| 35  | 1988, Seul                   | Letnie | Hubert Raudaschl                 | Żeglarstwo                                                 |
| 34  | 1988, Calgary                | Zimowe | Leonhard Stock                   | Narciarstwo alpejskie                                      |
| 33  | 1984, Los Angeles            | Letnie | Hubert Raudaschl                 | Żeglarstwo                                                 |
| 32  | 1984, Sarajewo               | Zimowe | Franz Klammer                    | Narciarstwo alpejskie                                      |
| 31  | 1980, Moskwa                 | Letnie | Karl Ferstl                      | Żeglarstwo                                                 |
| 30  | 1980, Lake Placid            | Zimowe | Annemarie Moser-Pröll            | Narciarstwo alpejskie                                      |
| 29  | 1976, Montreal               | Letnie | Günther Pfaff                    | Kajakarstwo                                                |
| 28  | 1976, Innsbruck              | Zimowe | Franz Klammer                    | Narciarstwo alpejskie                                      |
| 27  | 1972, Monachium              | Letnie | Hubert Raudaschl                 | Żeglarstwo                                                 |
| 26  | 1972, Sapporo                | Zimowe | Manfred Schmid                   | Saneczkarstwo                                              |
| 25  | 1968, Meksyk                 | Letnie | Roland Losert                    | Szermierka                                                 |
| 24  | 1968, Grenoble               | Zimowe | Emmerich Danzer                  | Łyżwiarstwo figurowe                                       |
| 23  | 1964, Tokio                  | Letnie | Hubert Hammerer                  | Strzelectwo                                                |
| 22  | 1964, Innsbruck              | Zimowe | Regine Heitzer                   | Łyżwiarstwo figurowe                                       |
| 21  | 1960, Rzym                   | Letnie | Herbert Wiedermann               | Kajakarstwo                                                |
| 20  | 1960, Squaw Valley           | Zimowe | Norbert Felsinger                | Łyżwiarstwo figurowe                                       |
| 19  | 1956, Melbourne              | Letnie | Franz Wimmer                     | Kolarstwo                                                  |
| 18  | 1956, Cortina d'Ampezzo      | Zimowe | Toni Sailer                      | Narciarstwo alpejskie                                      |
| 17  | 1952, Helsinki               | Letnie | Willi Welt                       | Gimnastyka                                                 |
| 16  | 1952, Oslo                   | Zimowe | Josef Bradl                      | Skoki narciarskie                                          |
| 15  | 1948, Londyn                 | Letnie | brak danych                      | brak danych                                                |
| 14  | 1948, Sankt Moritz           | Zimowe | brak danych                      | brak danych                                                |
| 13  | 1936, Berlin                 | Letnie | Fritz Wurmböck                   | Piłka ręczna                                               |
| 12  | 1936, Garmisch-Partenkirchen | Zimowe | Karl Schäfer                     | Łyżwiarstwo figurowe                                       |
| 11  | 1932, Los Angeles            | Letnie | brak danych                      | brak danych                                                |
| 10  | 1932, Lake Placid            | Zimowe | Harald Paumgarten                | Skoki narciarskie, Biegi narciarskie i Kombinacja norweska |
| 9   | 1928, Amsterdam              | Letnie | Ludwig Wessely                   | Lekkoatletyka                                              |
| 8   | 1928, Sankt Moritz           | Zimowe | brak danych                      | brak danych                                                |
| 7   | 1924, Paryż                  | Letnie | brak danych                      | brak danych                                                |
| 6   | 1924, Chamonix               | Zimowe | brak danych                      | brak danych                                                |
| 5   | 1912, Sztokholm              | Letnie | brak danych                      | brak danych                                                |
| 4   | 1908, Londyn                 | Letnie | brak danych                      | brak danych                                                |
| 3   | 1904, Saint Louis            | Letnie | brak danych                      | brak danych                                                |
| 2   | 1900, Paryż                  | Letnie | brak danych                      | brak danych                                                |
| 1   | 1896, Ateny                  | Letnie | brak danych                      | brak danych                                                |